# Giulio Pisa
Giulio Pisa  (* 27. Juni 1936 in Bologna; † 15. September 1976 im Friaul) war ein italienischer Geologe und Paläontologe. Er spezialisierte sich auf die Trias der italienischen Südalpen. Pisa war Professor an der Universität Bologna.

## Leben
Pisa studierte Geologie bei Raimondo Selli in Bologna (Laurea 1962) und fertigte 1966 eine Dissertation über die Ammoniten des Ladinium im oberen Tagliamento-Tal an, wobei er gleichzeitig den Abschnitt Ampezzo der geologischen Karten Italiens bearbeitete. Es folgte eine Monographie über die Geologie der Gegend von Forni di Sotto und Veröffentlichungen über den Vulkanismus im Ladinum des Gebiets von Forni di Sopra, über Stratigraphie des Anisium und Ladinium in den Karnischen Alpen.
Er starb wie auch der ihn begleitende Geologe Riccardo Assereto, mit dem er befreundet war und mit dem er eng zusammenarbeitete, und dessen Sohn auf einer Exkursion während des Erdbebens von Friaul am Monte Bivera 1976.

## Schriften
- mit R. Selli, E Ceretti:Schema geologico delle Alpi Carniche e Giulie occidentali, Florenz 1963
- Stratigraphie und Mikrofazies des Anis und Ladin in den westlichen Karnischen Alpen (Italien), Mitt. Ges. Geol. Bergbaustud., 21, 1972, 193–224
- Geologia dei monti  a N. di Forni di Sotto, Carnia Occidentale, Giornale de Geologia, 38, 1972, 543–691
- mit R. Assereto: Trias Alpi Giulie e Tarvisiano, in: Geologia d´Italia, UTET, 1973
- Casera Razzo : un mondo che scompare, 1973
- Stratigraphische Tabelle der Südalpinen Trias, Schriften Erdwissenschaftliche Kommission, 2, 1974